# Atınç Nukan
Atınç Nukan (Isztambul, 1993. július 20. –) török válogatott labdarúgó, török Bandırmaspor játékosa.

## Pályafutása

### Klubcsapatokban
2004-ben került a Küçükçekmecespor korosztályos csapataiba, majd két év múlva innen Beşiktaş JK akadémiájára költözött. 2010. május 7-én mutatkozott be az első csapatban a Manisaspor elleni bajnoki mérkőzésen, a második játékrész elején váltotta a sérült Rıdvan Şimşeket. 2011. március 3-án második alkalommal már kezdőként lépett pályára, a Gaziantep BB elleni kupa mérkőzésen. A 2013–14-es szezont kölcsönben a Dardanel csapatánál töltötte. 2013. szeptember 8-án az Aydınspor 1923 ellen debütált új klubjában. December 22-én első egyetlen gólját szerezte meg a klub színeiben a Tokatspor csapata ellen. 2015 júliusában 4 éves szerződést írt alá a német RB Leipzig csapatával, 6 millió euróért. Július 25-én mutatkozott be az FSV Frankfurt elleni német másodosztályú bajnoki találkozón. Augusztus 10-én a német kupában a VfL Osnabrück csapata ellen 2–0-ra megnyert mérkőzésen a 40. percben Lukas Klostermann váltotta. December 6-án első bajnoki gólját szerezte meg az MSV Duisburg csapata ellen. 2016 augusztusában kölcsönben visszakerült nevelőklubjához a Beşiktaşhoz. 2017. február 19-én az Akhisar Belediyespor ellen megszerezte első török bajnoki gólját. 2019 szeptemberében aláírt a török Göztepe SK csapatához.
2024. június 30-án kétéves szerződést írt alá a Bandırmaspor csapatával.

### A válogatottban
Részt vett a Romániában megrendezett 2011-es U19-es labdarúgó-Európa-bajnokságon, ahol egy mérkőzésen lépett pályára. 2015. november 13-án a katari labdarúgó-válogatott ellen mutatkozott be a felnőtt válogatottban.

## Sikerei, díjai
- Beşiktaş JK
  - Török bajnok: 2016-17
  - Török kupa: 2010-11

## Külső hivatkozások
- Atınç Nukan adatlapja a Kicker oldalán (németül)
- Atınç Nukan adatlapja az RB Leipzig oldalán (németül)
- Atınç Nukan adatlapja a Transfermarkt oldalán (angolul)
- Atınç Nukan az UEFA adatbázisában (angolul)
- Atınç Nukan adatlapja a Soccerway oldalon (angolul)